# Daisuke Nakajima
Daisuke Nakajima (jap. 中島大祐 Nakajima Daisuke; ur. 29 stycznia 1989 w Okazaki) – japoński kierowca wyścigowy.

## Kariera
Nakajima rozpoczął karierę w międzynarodowych wyścigach samochodowych w 2007 roku od startów w Japońskiej Formule Challenge, gdzie pięciokrotnie stawał na podium, w tym czterokrotnie na jego najwyższym stopniu. Z dorobkiem 121 punktów uplasował się na piątej pozycji w klasyfikacji generalnej. W późniejszych latach Japończyk pojawiał się także w stawce Japońskiej Formuły 3, Masters of Formula 3, Brytyjskiej Formuły 3, Formuły Nippon, Super GT oraz Super Formula.

## Życie prywatne
Daisuke jest synem byłego kierowcy Formuły 1 Satoru Nakajimy oraz młodszym bratem Kazuki Nakajimy.